# Marcus Flavius Impetratus
Marcus Flavius Impetratus (vollständige Namensform Marcus Flavius Marci filius Flavia Impetratus) war ein im 3. Jahrhundert n. Chr. lebender Angehöriger des römischen Ritterstandes (Eques).
Durch zwei Weihinschriften, die beim Kastell Solva gefunden wurden und die auf 201/250 datiert werden, ist belegt, dass Impetratus Tribun der Cohors I Ulpia Pannoniorum milliaria equitata war, die zu diesem Zeitpunkt in der Provinz Pannonia superior stationiert war. Impetratus stammte aus Saldae in der Provinz Mauretania Caesariensis und führte die Pseudotribus Flavia.